# Aïn Lahdjar
Ain Lahdjar là một đô thị thuộc tỉnh Sétif, Algérie. Dân số thời điểm năm 2002 là 29.871 người.